# Alexander Starck
Alexander Starck (* 5. Oktober 1909 in Bromberg; † 6. März 1963 in Hessenwinkel) war ein deutscher Kommunist und Gewerkschafter. Zeitweilig war er Stellvertreter des Vorsitzenden des Freien Deutschen Gewerkschaftsbundes, der DDR-Einheitsgewerkschaft, und damit einer der wichtigsten FDGB-Funktionäre in der DDR.

## Leben
Stark wurde 1909 als Sohn des Handelsreisenden Willi und seiner Frau Margarete Starck, geb. Heimann, im preußischen Bromberg geboren. Er erlernte das Zimmermannshandwerk und wurde 1926 Mitglied des KJVD, dessen ZK-Büro er in den Jahren 1931/32 angehörte. 1931 trat er zudem in die KPD ein. 1932 delegierte ihn die KPD zu einem Lehrgang an die Internationale Lenin-Schule, von dem er 1933 nach Deutschland zurückkehrte, um für die mittlerweile verbotene KPD illegale politische Arbeit zu leisten. Im Oktober 1933 wurde er deswegen verhaftet und 1934 zu zweieinhalb Jahren Zuchthaus verurteilt. Diese Strafe verbüßte er im Zuchthaus Luckau. Nach seiner Haftentlassung emigrierte Stark zunächst in die Tschechoslowakei. Als das Sudetenland im Oktober 1938 vom Deutschen Reich annektiert wurde, floh Stark nach Großbritannien und ließ sich in Manchester nieder, wo er in der Folge Mitglied der Leitung der örtlichen KPD-Gruppe wurde. Infolge der militärischen Auseinandersetzung zwischen Deutschland und Großbritannien wurde Starck 1940 interniert und arbeitete bis 1944 als Holzfäller in North-Wales. Während seiner Zeit in Großbritannien war Starck Mitglied der Freien Deutschen Bewegung, der Landesgruppe deutscher Gewerkschafter in Großbritannien und des Freien Deutschen Kulturbundes in Großbritannien.
Nach Kriegsende war er als Sekretär des Rückwanderungsbüros der Freien Deutschen Bewegung tätig. 1946 kehrte Starck über Jugoslawien in die damalige Sowjetische Besatzungszone zurück und fand in der Einheitsgewerkschaft FDGB rasch ein neues Betätigungsfeld. Starcks KPD-Mitgliedschaft wurde in die SED mit übernommen. Anfänglich war er als Mitarbeiter im Bundesvorstand der FDGB tätig. In Nachfolge von Max Kiefer übernahm Starck bereits Ende 1948 die Leitung der Abteilung Löhne und Tarife und rückte damit als Mitglied in den Bundesvorstand auf. Ab Mai 1949 leitete er nach einer Umstrukturierung der Abteilungen des Bundesvorstandes die Abteilung Arbeit und Löhne und rückte damit auch in den Geschäftsführenden Vorstand des Bundesvorstandes auf. Nach dem Tode des 2. FDGB-Vorsitzenden Bernhard Göring rückte Starck zudem im Dezember 1949 als Mitglied der Provisorischen Volkskammer nach. Auch innerhalb des Bundesvorstandes beerbte Starck Görings Funktionen. Auf der 5. Tagung des Bundesvorstandes vom 12. und 13. April 1950 wurde er zum Stellvertreter des Vorsitzenden des Bundesvorstandes des FDGB gewählt. und war damit kurzzeitig zweiter Mann hinter Herbert Warnke. In dieser Funktion, in der er auch offiziell auf dem 3. FDGB-Kongreß, der im September 1950 stattfand, bestätigt wurde, war Starck für die Kaderpolitik und die Jugendarbeit des FDGB zuständig. Neben Starck wurde auf dem Kongress auch Rudolf Kirchner zum Stellvertretenden Vorsitzenden gewählt, der aber für andere Bereiche zuständig war. Zu den Volkskammerwahlen 1950 wurde Starck als Spitzenkandidat des FDGB für das Land Thüringen aufgestellt und in das DDR-Parlament gewählt. Gewerkschaftsintern wurde Starck im Mai 1951 jedoch von seiner Funktion als stellvertretender FDGB-Vorsitzender wegen Mängeln in der Arbeit und ungenügender Selbstkritik enthoben. Er blieb allerdings zunächst noch Mitglied des FDGB-Bundesvorstandes. In der Folge verlor er auch sein Abgeordnetenmandat in der Volkskammer, wo er ab Oktober 1951 durch Rudolf Kirchner ersetzt wurde. Starck schob man nach Torgelow als Direktor für Arbeit der VEB Bau-Union Nord-Ost ab. Dieser Betrieb war vor allem mit der Erstellung von Bauten für den Vorläufer der Nationalen Volksarmee, der Hauptverwaltung Ausbildung, beschäftigt. Im Zuge der Ereignisse um den 17. Juni 1953 wurde Starck wegen seiner Haltung zu den Arbeitern auf einer Sitzung des FDGB-Bundesvorstandes im August 1953 aus dem Bundesvorstand ausgeschlossen. Auch die SED schloss ihn nachfolgend aus ihren Reihen aus. Die nach dem 20. Parteitag der KPdSU auch in der SED einsetzende Rehabilitierungswelle hatte auch für Starck die Wiederaufnahme in die SED zur Folge. Bis zu seinem Tode im Jahre 1963 arbeitete er noch im Berliner VEB Bau-Union.
Er war der jüngere Bruder von Heini Starck.